# Grupo Imagen
Grupo Imagen es un conglomerado de empresas mexicanas de medios de comunicación que pertenece al Grupo Vazol. Se hace destacar por sus contenidos de noticias los cuales pone a disposición en México a través de Periódico (Excélsior), Radio (Imagen Radio), Televisión (Excélsior TV), e Imagen Digital. En televisión abierta, es propietaria de la cadena nacional de televisión comercial, Imagen Televisión y anteriormente produjo el canal cadenatres, también de televisión abierta.

## Historia
Los antecedentes históricos de Grupo Imagen tienen referencia con la Fundación XEDA el 18 de junio de 1936, adquirida por José Luis Fernández Soto en 1962, año en el que se funda Grupo Imagen Comunicación en Radio, que transmitía música instrumental internacional a través de XEDA-AM 1290 kHz y XEDA-FM 90.5 MHz.
Por otra parte, en 1940 se creó la empresa Radio Metropolitana concesionaria de XELA-AM 830 kHz teniendo una programación de música clásica, cultura, entretenimiento e información. 
En 1963, Radio Metropolitana, empresa concesionaria de las estaciones XELA-AM 830 kHz y XELA-FM 98.5 MHz, es adquirida por el Grupo Imagen Comunicación en Radio fundado por José Luis Fernández Soto.
Años más tarde, al separarse las transmisiones en estaciones de Frecuencia Modulada y Amplitud Modulada, XEDA-FM en 1968 se llamó "Radio Imagen" y XELA-FM en 1981 se le conoció como "Stereo Classic". La estación XELA-AM se le conoció con el lema "Buena Música" y XEDA-AM.
En los siguientes años de la década de los ochenta, la emisora XELA-FM 98.5 MHz cambió su nombre a "Dial FM" y con ello su identificativo nominal de XELA-FM a XHDL-FM. Y en la década de los noventa XHDL-FM se llamó "Radioactivo". 
En diciembre de 1993 se vende la estación XEDA-AM 1290 kHz, que en ese momento tenía el nombre de "Rock N'Radio", a la empresa Radio, S.A. la cual cambia de nombre a Radio Trece con programación hablada. 
Asimismo, en ese mismo año, se establece una alianza comercial con MVS Radio para operar un total de cinco emisoras en el Distrito Federal las cuales fueron: XELA-AM 830 kHz (Buena música desde la Ciudad de México), XEDA-FM 90.5 MHz (Pulsar FM), XHDL-FM 98.5 MHz (Radioactivo), XHMVS-FM 102.5 MHz (Stereorey) y XHMRD-FM 104.9 MHz (FM Globo). Está alianza terminó en 2001 para restablecer Grupo Imagen Telecomunicaciones como operadora de Imagen Informativa, y Radioactivo 98.5.
Imagen incorporó el equipo de noticias encabezado por Pedro Ferriz de Con que en ese mismo año sentó las bases para la actual programación de la emisora mediante una participación accionaria en la renacida empresa. 
El 2 de enero de 2002, la legendaria XELA-AM dejó de transmitir música y fue rentada la estación por Alejandro Burillo Azcarraga para crear su concepto de programación hablada tratando únicamente acerca de deportes, con el nombre de Estadio W 830 AM. En las siguientes semanas el identificativo nominal de XELA-AM fue cambiado por el de XEITE-AM. Los radioescuchas de XELA-AM solicitaron restablecer dicha programación musical, pero no se logró.
En agosto de 2002, Grupo Imagen Telecomunicaciones vendió la estación XEITE-AM 830 kHz a la familia Maccise cambiando su nombre a Radio Capital 830 AM, integrante de Grupo Radiodifusoras Capital del Grupo Mac.
Para 2003, el Grupo Imagen Telecomunicaciones es vendido al Grupo Empresarial Ángeles (GEA), bajo la dirección general de Olegario Vázquez Aldir, quien reestructuró el enfoque comercial de la empresa y adquirió nuevas frecuencias para fungir como repetidoras de la programación de Imagen Informativa en todo el país.
En mayo de 2004, Imagen Informativa lanzó al aire el concepto Reporte 98.5 con información especializada para la Ciudad de México con periodistas e información urbana reportando desde helicópteros, unidades móviles y motocicletas. Muchos jóvenes no estuvieron de acuerdo con la aparición de esta estación de radio porque sustituyó a Radioactivo 98.5.
Entre 2004 a 2006, el actual dueño de Grupo Imagen compró 20 radiodifusoras en varias poblaciones de la República Mexicana. Posteriormente se concretó la compra de Canal 28 en Ciudad de México, el cual fue lanzado con el nombre de cadenatres el 28 de mayo de 2007 con nueva programación.
En 2006 Grupo Imagen comenzó a consolidarse como un fuerte grupo de medios de comunicación y adquirió por 585 millones de pesos el diario nacional Excélsior, presentándolo con nueva imagen y logrando reunir un equipo de comunicadores. De igual forma, fundó la empresa publicista 1Primoris como encargada de la comercialización de los espacios publicitarios del Grupo Imagen en internet. 
El 18 de julio de 2006 el Grupo Imagen llegó a un acuerdo definitivo con el empresario Raúl Aréchiga Espinosa por la compra de XHRAE-TV, Canal 28, con el cual amplió su cobertura por televisión por cable, gracias a los convenios establecidos con la empresa de TV por cable PCTV y con Grupo Televisa por medio de la televisión satelital.
Desde mediados de 2010 el Grupo cambió su denominación a Grupo Imagen Multimedia, mismo que mantuvo hasta finales de septiembre de 2016. Con el lanzamiento del nuevo canal de televisión y el crecimiento del Grupo, actualmente se llama Grupo Imagen y todas sus áreas de negocio se mudarán al nuevo edificio corporativo de Avenida Universidad, Ciudad Imagen, ubicada al sur de la Ciudad de México.

## Radio
Grupo Imagen es concesionaria de varias emisoras de radio y tiene varias emisoras afiliadas en México, Estados Unidos y en partes de Europa.
Los formatos de radio son:

#### XELA
Emisora de radio comercial mexicana que difundió música clásica.

##### Historia
Esta emisora localizada en Ciudad de México transmitió desde el 5 de julio de 1940 hasta el 2 de enero de 2002, cuando el concesionario de la emisora, Grupo Imagen Telecomunicaciones decidió rentar la estación Alejandro Burillo cambiando a una programación hablada sobre deportes llamado "Estadio W 830". Posteriormente le cambiaron el indicativo de llamada de XELA-AM por el de XEITE-AM.
Los radioescuchas de XELA "Buena Música desde la Ciudad de México" protestaron ante esa situación pero no se logró reinstalar dicha radiodifusora.
La programación de deportes duró solamente varios meses, pues el Grupo Imagen Telecomunicaciones decidió vender la estación XEITE-AM 830 kHz a la familia Maccise, cambiándole el nombre a Radio Capital 830 AM, siendo actualmente una emisora perteneciente al Grupo Radiodifusoras Capital, parte del Grupo Mac.

#### Radioactivo
Formato de música en inglés y español, el cual fue utilizado en 98.5 MHz en Ciudad de México y 93.9 MHz en Guadalajara, Jalisco.

#### Pulsar FM
Fue un formato de música juvenil en español e inglés que inició sus transmisiones en 90.5 MHz en Ciudad de México y en otras emisoras cuando estuvo vigente la alianza comercial con MVS Radio; terminó a finales de la década de los años 90.

#### Reporte 98.5
Fue un formato de programas hablados y de noticias para el público de la Ciudad de México, finalizó sus transmisiones el lunes 9 de enero del 2017.

### Imagen Radio

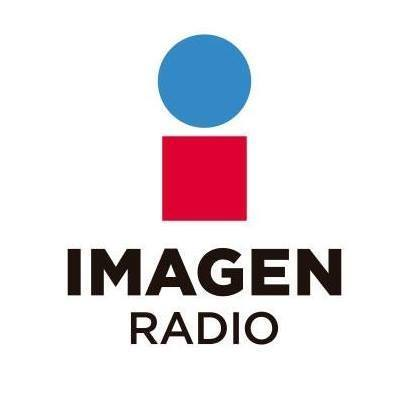
Logotipo de Imagen Radio.

Formato de programas informativos, de opinión y política, deportes y música variada en inglés los fines de semana.

#### Cobertura actual
Propias
- XHQOO-FM 90.7 MHz - Cancún, Quintana Roo.
- XHCHI-FM 97.3 MHz - Chihuahua, Chihuahua.
- XEDA-FM 90.5 MHz - Ciudad de México. (Estación Principal)
- XHCC-FM 89.3 MHz - Colima, Colima.
- XHSC-FM 93.9 MHz - Guadalajara, Jalisco.
- XHHLL-FM 90.7 MHz Canal HD2 - Hermosillo, Sonora.
- XHCMS-FM 105.5 MHz - Mexicali, Baja California.
- XHPCPG-FM 98.1 MHz - Chilpancingo de los Bravo, Guerrero.
- XHCCCT-FM 94.1 MHz - Mérida, Yucatán
- XHMN-FM 107.7 MHz - Monterrey, Nuevo León.
- XHTLN-FM 94.1 MHz - Nuevo Laredo, Tamaulipas.
- XHOLA-FM 105.1 MHz - Puebla, Puebla.
- XHOZ-FM 94.7 MHz - Querétaro, Querétaro.
- XHRP-FM 94.7 MHz - Saltillo, Coahuila.
- XHEPO-FM 103.1 MHz - San Luis Potosí, San Luis Potosí.
- XHMIG-FM 105.9 MHz - San Miguel de Allende, Guanajuato.
- XHMDR-FM 103.1 MHz - Tampico, Tamaulipas.
- XHLTN-FM 104.5 MHz Canal HD2 - Tijuana, Baja California.
- XHEN-FM 100.3 MHz - Torreón, Coahuila.
- XHQRV-FM 92.5 MHz - Veracruz, Veracruz.

Afiliadas
- La Ranchera (XHSOS-FM 97.3 MHz / XESOS-AM 730 kHz - Agua Prieta, Sonora).
- Romantica (XHJK-FM 102.1 MHz - Ciudad Delicias, Chihuahua).
- Ke Buena (XHCJZ-FM 105.1 MHz - Ciudad Jiménez, Chihuahua).
- Radio NET 1490 kHz - (Ciudad Juárez, Chihuahua)
- La Gran Compañía (XHCV-FM 98.1 MHz - Ciudad Valles, San Luis Potosí).
- FL (XHFL-FM 90.7 MHz - Guanajuato, Guanajuato).
- Stereo 95 (XHNH-FM 95.1 MHz - Irapuato, Guanajuato).
- BLU FM (XHOI-FM 92.3 MHz - León, Guanajuato).
- NotiGape (XHO-FM 93.5 MHz - Matamoros, Tamaulipas).
- La Pistolera (XHWD-FM 95.9 / XEWD-AM 1430 kHz - Miguel Alemán, Tamaulipas).
- NotiGape (XHEOQ-FM 91.7 MHz - Reynosa, Tamaulipas).
- Sonido Estrella (XHEPC-FM 89.9 MHz - Zacatecas, Zacatecas).
- La Zamorana (XHEZM-FM 103.9 MHz - Zamora, Michoacán).

### RMX
Sitio oficial de RMX
Formato de música alternativa en inglés y en español. Inició sus transmisiones el 30 de enero de 2006 en Guadalajara, Jal en el 100.3 de FM, y el 9 de enero de 2017 en Ciudad de México en el 98.5 de FM concluyendo el 21 de junio de 2019.

#### Cobertura
- XHDL-FM 98.5 MHz - Ciudad de México
- XHAV-FM 100.3 MHz - Guadalajara, Jalisco.
- XHMIG-FM 105.9 MHz - Celaya y San Miguel de Allende, Guanajuato.
- XHQOO-FM 90.7 MHz - Cancún, Quintana Roo.

### Radio Latina
Formato de música romántica y pop en español. 

#### Cobertura actual
- XHLTN-FM 104.5 MHz - Tijuana, Baja California.

### La Kaliente
Formato de música grupera y regional mexicana.

#### Cobertura actual
- XHHLL-FM 90.7 MHz - Hermosillo, Sonora.

## Televisión
El primer canal de televisión que operó Grupo Imagen fue el canal de noticias de TV de paga, Imagen Informativa, que anteriormente se transmitía en SKY por el canal 108 entre el 2000 y el 2002.
Posteriormente, adquirió el canal de televisión abierta XHRAE Canal 28 analógico de la Ciudad de México, el cual sigue operando en la actualidad en TDT en el canal 27 con el indicativo XHTRES-TDT. 
Originalmente, Grupo Imagen emitió la señal de cadenatres de 2007 a 2015 en el canal 28 con lo que esperaba convertirse en el tercer competidor de televisión abierta comercial. A pesar de lograr un buen desempeño y haber ganado la licitación para una cadena nacional en 2015, Grupo Imagen decidió no continuar con cadenatres y empezar desde cero la nueva cadena, Imagen Televisión.
En 2013, Imagen lanzó por televisión abierta digital (como subcanal de XHTRES-TDT) y en sistemas de TV de paga, Excélsior TV; un canal especializado en noticieros, similar a los formatos que operan Milenio Televisión de Grupo Multimedios, Foro TV de Televisa y ADN 40 de TV Azteca.
El canal fue relanzado en 2015 para reemplazar a cadenatres en el canal 28 y 27.1 aunque las afiliadas a cadenatres no se convirtieron en afiliadas de Excélsior TV. El canal se sigue transmitiendo en el 28.1 en el Valle de México y en diversos sistemas de televisión de paga.
En 2015 se le otorgó a Grupo Imagen la concesión para operar 128 estaciones de televisión a lo largo de la República Mexicana, para emitir una nueva cadena de televisión abierta. El 17 de octubre de 2016, inició sus transmisiones con una programación apoyada principalmente en telenovelas extranjeras y noticieros.

## Prensa
Grupo Imagen es propietario del periódico de circulación nacional Excélsior, es el segundo periódico más antiguo de la Ciudad de México.

## Digital
En 2012, Grupo Imagen se alió con la empresa InventMx para fortalecer su estrategia digital. En junio de 2016, el crecimiento de Grupo Imagen generó una alianza digital con The Huffington Post para realizar el portal HuffPost México. En marzo de 2019 el sitio HuffPost México cerró de manera sorpresiva. Desde finales de septiembre del mismo año, InventMx se denomina Imagen Digital.

## Fútbol
Grupo Imagen fue propietario del Equipo de Fútbol Querétaro FC (Gallos Blancos), además de tener el 30% de los derechos del equipo de fútbol Cimarrones de Sonora.